# Pearl (chanteuse)
Pour les articles homonymes, voir Pearl.
Edith Alain, née un 6 septembre à Cayenne en Guyane, est une chanteuse et comédienne française connue entre les années 2003 et 2008 sous le pseudonyme Pearl.

## Biographie
En juillet 2003, Pearl participe au tremplin musical « Max de 109 Rap et Rn’B » organisé par la radio Skyrock et la maison de disques Sony Music, et termine lauréate de sa semaine de compétition. Cette victoire lui permet de signer un contrat et de sortir avec Sony Music un premier single en 2004, "J'ai des choses à te dire",  qui rencontrera un grand succès.
Le 9 mai 2005 sort son 1er album "Caramel & Chocolat", produit par Angel Ahz, les Bionix et Wayne Beckford. À cette même période, deux majors fusionnent et son label disparaît, l'album n'aura pas de promotion et le projet est abandonné. L'artiste décide alors de faire une pause musicale pour approfondir ses connaissances, et de s'explorer dans d'autres domaines artistiques.
En 2008 elle joue dans la pièce de théâtre Open Bed, produite par Laurent Ruquier, en 2009 dans la série télévisée Strictement platonique, puis en 2012 dans la série Plus belle la vie.
En 2015, elle revient à la musique avec ses propres compositions et son label indépendant.

## Discographie

### Album
- 2005 : Caramel & Chocolat (Sony Music)

### Singles
- 2004 : J'ai des choses à te dire (Sony Music)
- 2015: Au bout du monde
- 2016: Et si

### Collaborations
- 2004 : Dancehall X-Plosion Feat. Admiral T dans l'album Mozaïk Kréyòl

## Filmographie
- 2008 : Open Bed
- 2009 : Strictement platonique
- 2012 : Plus belle la vie